# Astrapofobie
Astrapofobie, keraunofobie of astrafobie is de ziekelijke angst voor bliksem/bliksemschichten bij onweer.

## Etymologie
Het woord astrapofobie is afkomstig van de Griekse woorden ἀστραπή astrapé, bliksem/bliksemschicht en φόβος phóbos, angst/vrees. Het synoniem keraunofobie is afkomstig van het Griekse woord κεραυνός keraunós, dat ook bliksem betekent. 
Ondanks de specifieke betekenis van bliksem voor het eerste deel van het woord, worden zowel astra(po)fobie als keraunofobie ook in de meer algemene betekenis 'vrees voor onweer' gebruikt. Daarnaast fungeert keraunofobie ook nog als synoniem van 'brontofobie', 'angst voor donderslagen'. 
Het begrip astra(po)fobie wordt ook gebruikt om de angst voor andere plotselinge en sterke lichtverschijnselen aan te duiden. In het Oudgrieks betekent ἀστραπή niet alleen bliksem, maar ook schittering  of het licht van een lamp.